# Мыс Грдины
Мыс Грдины — мыс в юго-восточной части Обской губы Карского моря, на Тазовском полуострове в 10 км к северу от Ямбурга.
Исследован в 1920 году Сибирской хлебной экспедицией Института исследования Сибири под руководством профессора Вейнберга (Томск).
Назван в честь магнитолога экспедиции Юрия Грдины (1906—1967), будущего профессора СМИ.